# Handskriftsigenkänning
Handskriftsigenkänning, handskriven textigenkänning eller HTR (Handwritten Text Recognition) är automatisk transkribering av handskrift. Med hjälp av handskriftsigenkänning kan handskriven text i dokument och bilder eller direkt på en pekskärm tolkas som text av en dator, likt textigenkänning av tryckt text. HTR offline är tolkning av befintlig text medan HTR online är tolkning av text medan den skrivs. Trots att HTR utvecklats för handskrifter används samma teknik också för äldre tryck som är svår att analysera med OCR.
Ett vanligt verktyg för offline HTR är Transkribus, som drivs av READ-COOP där bland andra svenska Riksarkivet, norska Arkivverket och finska Riksarkivet är medlemmar. Med hjälp av HTR kan äldre samlingar på arkiv och bibliotek bli sökbara och mer tillgängliga.